# 6-я Санская лёгкая пехотная бригада
6-я Санская лёгкая пехотная бригада (серб. Шеста санска лака пешадијска бригада) — пехотная бригада Войска Республики Сербской, участвовавшая в войне в Хорватии и Боснийской войне. Входила в состав 1-го Краинского корпуса Войска Республики Сербской. Образована в 1991 году под названием 6-я партизанская бригада ЮНА.

## Боевой путь

### 1991
После начала войны в Хорватии осенью 1991 года 6-я партизанская бригада ЮНА была отправлена в Западную Славонию, закрепившись там в октябре. При поддержке Баня-Лукского корпуса 8 октября 1991 она вступила в Ясеновац. После дополнительной мобилизации бригада осталась в Славонии до мая 1992 года.

### 1992
В мае-июне 1992 года мобильные подразделения бригады (взвод «Чёрный Георгий», взвод военной полиции, разведывательная рота и добровольцы пехотных батальонов) заняли общины Сански-Мост, Ключ, Босанска-Крупа и Приедор, захватив большое количество припасов в общине Бихач. В ходе операции «Коридор 92» командование бригады отрядило в бой мобильный батальон «Чёрный Георгий» численностью 702 человека, который в составе 1-й тактической группы взял Модричу и Оджак. Чуть позже был образован смешанный батальон и отправлен в 4-ю тактическую группу, державшую Градачац в осаде. В августе был сформирован ещё один смешанный батальон для обороны горы Влашич.

### 1993—1994
В начале 1993 года два батальона 6-й Санской бригады обороняли Братунац в ходе операции «Церска». Осенью 1994 года батальон бригады участвовал в операции «Бреза», а через месяц бригада была задействована в операции «Щит». Из-за недостатка живой силы в Дрварском корпусе один батальон бригады временно был введён в состав Петровацкой лёгкой пехотной бригады.

### 1995
Во второй половине 1995 года последствия операции «Буря» сказались серьёзно на Войске Республики Сербской, однако бригада в полном составе продолжала сражаться. 15 сентября бригада в ходе операции «Вагань» успешно отбила атаки 5-го и 7-го корпусов АРБиГ. 6 октября 16-я Краинская бригада была отправлена на Добойский участок фронта, который оказался в тяжёлом положении после операции «Ураган», и это стало ещё одним ударом по сербам. Спустя два дня хорватские войска в ходе операции «Южное направление» пошли на Мрконич-Град, после чего все части Войска Республики Сербской (особенно 65-й полк обороны) к северо-западу от города оказались в критической ситуации. 10 октября боснийцы в ходе операции «Сана '95» взяли Сански-Мост. Несмотря на жестокое сопротивление 43-й Приедорской, 5-й Козарской и 6-й Санской бригад, Дрварский корпус не удержал позиции, и тем самым боснийцы вошли в город.

### Состав
Бригада была легкопехотной, поэтому серьёзного тяжёлого вооружения у неё не было (она не использовала массово бронетехнику). После начала войны в состав бригады массово начали записываться сербы из общины Сански-Мост, и тем самым её численность превысила все нормы, равно как и численность оружия в распоряжении солдат. До осени 1992 года в её составе было 11 пехотных батальонов, но управление и связи внутри бригады были плохо налажены. В сентябре 1992 года была учреждена следующая структура бригады:
- Командование бригады
- Штаб бригады
- Транспортный взвод (рота)
- Взвод военной полиции
- Разведывательный взвод (рота)
- Инженерный взвод (рота)
- Отдел радиационной, химической и биологической защиты
- Артиллерия
  - Батарея 120-мм миномётов
  - Батарея 128-мм гранатомётов
  - Батарея ПТУР
  - Батарея орудий Б-1
- Пехота
  - 1-й пехотный батальон (командир Дамьян Тодорович)
  - 2-й пехотный батальон (командир Мият Милоевич)
  - 3-й пехотный батальон (командир Слободан Лукич)
  - 4-й пехотный батальон (командир Остоя Чукович)
  - 5-й пехотный батальон (командир Неделько Шучур)
  - 6-й пехотный батальон (командир Мирко Праштало)

В состав командования батальона входили помощники командира по делам тыла; по моральным, религиозным и правовым вопросам; по безопасности и разведке.